# Порывай, Людмила Ивановна
Людмила Ивановна Порывай (девичья фамилия — Быстрик; род. 12 февраля 1946, Киев, СССР) — хормейстер, телеведущая, была дирижёром хоровой капеллы «Светоч», доцентом института культуры; заслуженная артистка Украины.
Вела на Первом канале программу «Время обедать!» (2012—2014). Мать певицы Наташи Королёвой и певицы Руси, тёща Тарзана, бывшая тёща Игоря Николаева, участница многих телепередач, в основном, вместе с дочкой Наташей Королёвой, объект пародий, активно участвует в жизни дочери.

## Биография
Окончила Киевскую консерваторию.
Преподавала вокал в Институте культуры.
Работала доцентом кафедры фольклористики, народного песенного и инструментального исполнительства Киевского института культуры (ныне Киевский национальный университет культуры и искусств), хормейстер народного капеллы «Светоч», Заслуженная артистка Украины.
Всю жизнь работала на трёх работах: руководила женским фольклорным ансамблем в универмаге «Украина», в Доме учителя — хором ветеранов педагогического труда, затем — хоровой капеллой «Светоч». Ещё была доцентом в Институте культуры.
Живёт в Майами. Людмила Порывай часто даёт интервью журналистам.

## Клипы
- Королева и Людмила Порывай — Майами Архивная копия от 1 ноября 2014 на Wayback Machine

## Семья
- Мать — София Николаевна Быстрик (19.10.1922—18.01.2017) — работала на швейной фабрике и некоторое время — в кочегарке, получала пенсию 1100 гривен, умерла в 94 года, похоронена на Берковецком кладбище в Киеве рядом с зятем[11][12][13].
- Отец — Иван Иванович Быстрик (19.11.1916-30.12.1993[14])[15] работал водителем в Киеве[12].
- Первый муж — Владимир Архипович Порывай (10.02.1940 — 01.09.1993), был хормейстером академического хора в Доме учителя, умер в 53 года, похоронен на Берковецком кладбище в Киеве[16].
  - Старшая дочь — Руся (Осауленко Ирина Владимировна) (род. 1968), украинская и американская певица.
    - Внук — Владимир (1988—1999), болел ДЦП.
    - Внук — Матвей (род. 2003).
    - Внучка — София (род. 2005).

  - Младшая дочь — Наташа Королёва (1973), советская и российская эстрадная певица украинского происхождения.
    - Внук — Архип Сергеевич Глушко-Порывай[17] (род. 2002), живёт в США.
- Второй муж — бизнесмен Игорь Эльперин (род. 9 февраля 1941)[18], эмигрировал в Америку в 1970-х годах, открыл в Майами первый русский ресторан[19].